# Parakapala decarloi
Parakapala decarloi är en stekelart som beskrevs av Gemignani 1937. Parakapala decarloi ingår i släktet Parakapala och familjen Eucharitidae. Inga underarter finns listade i Catalogue of Life.